# جسر شكستة
جسر شکستة (بالفارسية: پل شکسته) هو جسر تاريخي يعود إلى عصر ساسانيون، ويقع في مقاطعة خرم أباد.